# Chevsoeretië

Historische regio Chevsoeretië in Georgië

Chevsoeretië (Georgisch: ხევსურეთი, Land van Valleien) is een historische etnografische en culturele regio in Oost-Georgië, waar Chevsoeren wonen. Het bevindt zich in het noorden van de hedendaagse regio (mchare) Mtscheta-Mtianeti, in de gemeente Doesjeti. Een groot deel van Chevsoeretië ligt aan de Europese kant van de Grote Kaukasus.
De belangrijkste dorpen zijn Sjatili en Barisacho. De oudste nederzetting is Moetso, dat sinds de 10e eeuw bestaat. Sjatili en Moetso zijn vanuit centraal Georgië te bereiken via de 2677 meter hoge Datvisdzjvaripas.

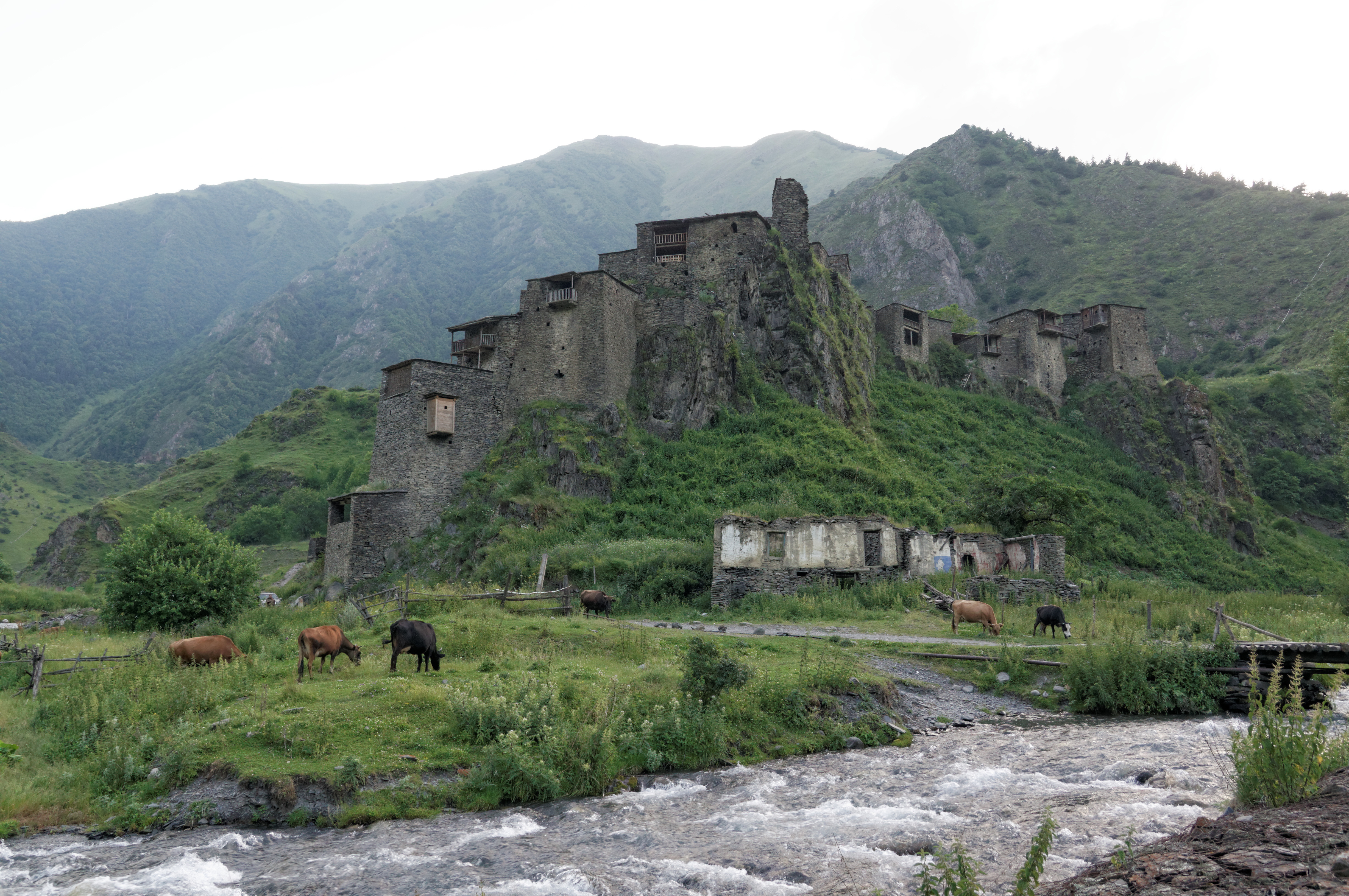
Het vestingplaatsje Sjatili

Chevi · Chevsoeretië · Ertso-Tianeti · Goedamakari · Hereti · Kartli · Koecheti · Letsjchoemi · Mingrelië · Mtioeleti · Psjavi · Ratsja · Svanetië · Tao-Klardzjeti · Toesjeti · Trialeti